# Stigtomta församling
Stigtomta församling var en församling i Strängnäs stift och i Nyköpings kommun i Södermanlands län. Församlingen uppgick 2002 i Stigtomta-Vrena församling.

## Administrativ historik
Församlingen har medeltida ursprung. Den var fram till 1995 moderförsamling i pastoratet Stigtomta och Nykyrka och hade 1962 utökats med Halla och Bärbo församlingar och 1977 med Husby-Oppunda och Vrena församlingar. I församlingen uppgick 1995 Bärbo och Nykyrka församlingar. Den utökade församlingen utgjorde därefter pastorat med Vrena församling. Församlingen uppgick 2002 i Stigtomta-Vrena församling.

## Kyrkor
- Bärbo kyrka
- Nykyrka kyrka
- Stigtomta kyrka